# 松下俊也
松下 俊也（まつした としや、1967年 - ）は日本の徳間書店の編集者で、アニメ雑誌「アニメージュ」の編集長。愛知県出身。

## 来歴
1991年に早稲田大学卒業と同時に徳間書店に入社。月刊アニメージュを中心に活躍し、1998年に同雑誌の編集長。2002年に退くも2005年復帰現在に至る。